# رول (آریزونا)
رول (به انگلیسی: Roll) یک منطقهٔ مسکونی در ایالات متحده آمریکا است که در شهرستان یوما، آریزونا واقع شده‌است. رول ۱٬۲۳۵ نفر جمعیت دارد و ۷۹٫۸۶ متر بالاتر از سطح دریا واقع شده‌است.